# Fed Cup 1996 Zona Asia/Oceania
La Zona Asia/Oceania (Asia/Oceania Zone) è una delle 3 divisioni zonali nell'ambito della Fed Cup 1996. Essa è a sua volta suddivisa in due gruppi (Group I, Group II) formati da squadre inserite in tali gruppi in base ai risultati ottenuti l'anno precedente.

## Gruppo I
- Località: 700 Years Anniversary Complex, Chiang Mai, Thailandia (Cemento)
- Data: 19-24 gennaio

### Pools
|   | Pool A              | KOR | IND | HKG | MAS |   |                  | Pool B | CHN | THA | KAZ | PHI |
| 1 | Corea del Sud (3-0) |     | 3-0 | 3-0 | 3-0 | 1 | Cina (3-0)       |        | 3-0 | 3-0 | 3-0 |     |
| 2 | India (2-1)         | 0-3 |     | 2-1 | 3-0 | 2 | Thailandia (2-1) | 0-3    |     | 2-0 | 3-0 |     |
| 3 | Hong Kong (1-2)     | 0-3 | 1-2 |     | 3-0 | 3 | Kazakistan (1-2) | 0-3    | 0-2 |     | 2-1 |     |
| 4 | Malaysia (0-3)      | 0-3 | 0-3 | 0-3 |     | 4 | Filippine (0-3)  | 0-3    | 0-3 | 1-2 |     |     |

### Semifinali
| Pos.            | Squadra vincitrice | Risultato | Squadra sconfitta |
| --------------- | ------------------ | --------- | ----------------- |
| 1° (A) / 2° (B) | Corea del Sud      | 3-0       | Thailandia        |
| 1° (B) / 2° (A) | Cina               | 3-0       | India             |

### Play-off
| Corea del Sud 2 | 700 Years Anniversary Complex, Chiang Mai, Thailandia 24 febbraio 1996 Cemento | 700 Years Anniversary Complex, Chiang Mai, Thailandia 24 febbraio 1996 Cemento | Cina 1 |      |     |  |
| \| \| \| \| 1 \| 2 \| 3 \| \| \| - \| \| ------------------------------------------------ \| --- \| ---- \| --- \| \| \| 1 \| \| Eun-Ha Kim Chen Jing-jing \| 6 3 \| 7 64 \| \| \| \| 2 \| \| Sung-Hee Park Li Li \| 2 6 \| 5 7 \| \| \| \| 3 \| \| Choi Ju-yeon / Eun-Ha Kim Chen Jing-jing / Li Li \| 1 6 \| 6 2 \| 6 3 \| \| |                                                                                |                                                                                |        |      |     |  |
| |                                                                                |                                                                                | 1      | 2    | 3   |  |
| 1 | Corea del Sud (bandiera) · Cina (bandiera)                                     | Eun-Ha Kim Chen Jing-jing                                                      | 6 3    | 7 64 |     |  |
| 2 | Corea del Sud (bandiera) · Cina (bandiera)                                     | Sung-Hee Park Li Li                                                            | 2 6    | 5 7  |     |  |
| 3 | Corea del Sud (bandiera) · Cina (bandiera)                                     | Choi Ju-yeon / Eun-Ha Kim Chen Jing-jing / Li Li                               | 1 6    | 6 2  | 6 3 |  |

- Corea del Sud promossa al World Group II play-offs.
- Malesia e Filippine retrocesse al Gruppo II della Fed Cup 1997.

## Gruppo II
- località: 700 Years Anniversary Complex, Chiang Mai, Thailandia (Cemento)
- Data: 19-24 gennaio

|   | Pool A              | NZL | SIN | SYR |
| 1 | Nuova Zelanda (2-0) |     | 3-0 | 3-0 |
| 2 | Singapore (1-1)     | 0-3 |     | 3-0 |
| 3 | Siria (0-2)         | 0-3 | 0-3 |     |

|   | Pool B                 | TPE | UZB | POC | BRN |
| 1 | Taipei cinese (3-0)    |     | 2-1 | 2-1 | 3-0 |
| 2 | Uzbekistan (2-1)       | 1-2 |     | 3-0 | 3-0 |
| 3 | Oceania Pacifica (1-2) | 1-2 | 0-3 |     | 3-0 |
| 4 | Brunei (0-3)           | 0-3 | 0-3 | 0-3 |     |

### Play-offs
| Uzbekistan 0 | 700 Years Anniversary Complex, Chiang Mai, Thailandia 23 febbraio 1996 Cemento | 700 Years Anniversary Complex, Chiang Mai, Thailandia 23 febbraio 1996 Cemento | Nuova Zelanda 3 |      |   |  |
| \| \| \| \| 1 \| 2 \| 3 \| \| \| - \| \| --------------------------------------------------------------- \| --- \| ---- \| - \| \| \| 1 \| \| Iroda Tulyaganova Gaye McManus \| 2 6 \| 3 6 \| \| \| \| 2 \| \| Lilia Biktyakova Claudine Toleafoa \| 1 6 \| 63 7 \| \| \| \| 3 \| \| Natalia Nikitina / Iroda Tulyaganova Leanne Baker / Tracey King \| 3 6 \| 1 6 \| \| \| |                                                                                |                                                                                |                 |      |   |  |
| |                                                                                |                                                                                | 1               | 2    | 3 |  |
| 1 | Uzbekistan (bandiera) · Nuova Zelanda (bandiera)                               | Iroda Tulyaganova Gaye McManus                                                 | 2 6             | 3 6  |   |  |
| 2 | Uzbekistan (bandiera) · Nuova Zelanda (bandiera)                               | Lilia Biktyakova Claudine Toleafoa                                             | 1 6             | 63 7 |   |  |
| 3 | Uzbekistan (bandiera) · Nuova Zelanda (bandiera)                               | Natalia Nikitina / Iroda Tulyaganova Leanne Baker / Tracey King                | 3 6             | 1 6  |   |  |

| Singapore 0 | 700 Years Anniversary Complex, Chiang Mai, Thailandia 23 febbraio 1996 Cemento | 700 Years Anniversary Complex, Chiang Mai, Thailandia 23 febbraio 1996 Cemento | Taiwan 3 |     |   |  |
| \| \| \| \| 1 \| 2 \| 3 \| \| \| - \| \| -------------------------------------------------------------- \| --- \| --- \| - \| \| \| 1 \| \| Shieh-Yen Leong Hsueh-Li Hsu \| 3 6 \| 0 6 \| \| \| \| 2 \| \| Jil-Lin Leong Shi-Ting Wang \| 1 6 \| 1 6 \| \| \| \| 3 \| \| Wei-Yen Lai / Shieh-Yen Leong Yu-Min Fan-Chiang / Hsueh-Li Hsu \| 0 6 \| 1 6 \| \| \| |                                                                                |                                                                                |          |     |   |  |
| |                                                                                |                                                                                | 1        | 2   | 3 |  |
| 1 | Singapore (bandiera) · Taiwan (bandiera)                                       | Shieh-Yen Leong Hsueh-Li Hsu                                                   | 3 6      | 0 6 |   |  |
| 2 | Singapore (bandiera) · Taiwan (bandiera)                                       | Jil-Lin Leong Shi-Ting Wang                                                    | 1 6      | 1 6 |   |  |
| 3 | Singapore (bandiera) · Taiwan (bandiera)                                       | Wei-Yen Lai / Shieh-Yen Leong Yu-Min Fan-Chiang / Hsueh-Li Hsu                 | 0 6      | 1 6 |   |  |

- Nuova Zelanda e Taipei Cinese promosse al Gruppo I della Fed Cup 1997.